# Сръбско военно гробище (Скочивир)
Сръбското военно гробище в Скочивир е създадено по време на Първата световна война. В него са погребани 500 сръбски войници, загинали в боевете за Каймакчалан.